# Opius jujuyensis
Opius jujuyensis är en stekelart som beskrevs av Fischer 1968. Opius jujuyensis ingår i släktet Opius och familjen bracksteklar. Inga underarter finns listade i Catalogue of Life.